# كوارك قمي
كوارك قمي (بالإنجليزية: top quark)‏ ويرمز له بالرمز t وهو جسيم أولي وعنصر أساسي للمادة. كما هو الحال في جميع الكواركات فإن الكوارك القمي يعتبر فرميون أولي له لف مغزلي -1⁄2 وتفاعله مع جميع قوى الترابط الأربع: كهرومغناطيسية، جاذبية، قوية، وضعيفة. ولديه شحنة كهربائية تعادل +2⁄3 e. وهو أثقل الجسيمات الأولية التي تم رصدها. (قد يكون بوزون هيغز له نفس الضخامة ولكنه لم يتم ملاحظته مختبريا بعد). وكتلتها تساوي 173.1±1.3 GeV/c2, وتعادل تقريبا كتلة ذرة تنجستن. ويسمى ضديده باسم ضديد الكوارك القمي أو كوارك قمي مضاد أو ضديد القمي، فهو يعادله بالحجم ومعاكس له بالرمز.
يتفاعل الكوارك القمي بشكل أساسي بواسطة التآثر القوي، ولكنه لايتحلل إلا خلال التآثر الضعيف. ويتحلل بشكل خاص إلى بوزون W وكوارك قعري، وأيضا يمكنه التحلل إلى الغريب وبحالات نادرة جدا إلى سفلي. ويتنبأ النموذج القياسي بأن عمره يكون تقريبا 5×10−25 ث. وهو أقصر بعشرين مرة من الجدول الزمني للتفاعلات القوية، لذا فإنه لا يكون من أشكال الهدرونات، معطيا للفيزيائيين فرصة نادرة لدراسة كوارك متجرد، (جميع الكواركات تكون مهدرنة، أي أنها فقط توجد في الهادرونات). وذلك لأن كتلتها كبيرة جدا، ويمكن للكوارك العلوي أن يسمح بالتنبؤ بكتلة بوزون هيغز تحت امتدادات النموذج العياري. لذا فقد تمت دراسته بشكل واسع كوسيلة للتمييز بين تلك النظريات المتنافسة.
كان وجودها افتراضيا -مع الكوارك القعري- سنة 1973 عن طريق ماكوتو كوباياشي وتوشيهيده ماساكاوا لشرح خرق تناظرالشحنة السوية التي لوحظت في اضمحلال الكاون، حتى اكتشفت في مختبر CDF ومختبر D0 التعاوني بفيرميلاب وكان ذلك سنة 1995. فاستحق كلا من كوباياشي وماساكاوا جائزة نوبل في الفيزياء لسنة 2008 لتنبؤهم بوجود الكوارك القمي والقعري، وهما يشكلان معا الجيل الثالث للكواركات.

## البداية
افترض سنة 1973 كلا من ماكوتو كوباياشي وتوشيهيده ماساكاوا بوجود جيل ثالث للكواركات تشرح خرق تناظرالشحنة السوية التي لوحظت في اضمحلال الكاون. وقد وسمت تلك الجسيمات الافتراضية الجديدة بوسم t وb للإشارة إلى "top" و"bottom". تلك المسميات تعكس أسماء الجيل الأول للكوارك العلوي والسفلي مما يعطي حقيقة بأن الإثنين كانا مكونات لف أعلى ولف أسفل لثنائي اللف النظائري الضعيف. وكان اسم الكوارك القمي بالسابق كوارك الحقيقة، ولكن مع مرور الوقت أصبح اسم كوارك قمي أكثر شيوعا.
اعتمد اقتراح كوباياشي وماساكاوا بشكل أساسي على آلية جيم (GIM mechanism) وهي مختصر لأسماء تعود إلى جلاشو وجون ايلوبولس ولوسيانو ماياني، التي تنبأت بالكوارك الساحر وكان لايزال مجهولا في ذلك الوقت. وفي نوفمبر سنة 1974 أعلن كلا من مختبر بروكهافن الوطني (BNL) ومختبر (SLAC) عن اكتشاف ميزونJ/ψ التي سرعان ماتم تحديده كحالة تابعة للكوارك الساحر ونظيره المجهولين. هذا الاكتشاف سمح لآلية جيم لتصبح جزءا من النموذج القياسي. مع القبول بآلية جيم، بدأت نبوءة كوباياشي وماساكاوا تزداد مصداقية. وإزدات تلك النبوءة قوة مع اكتشاف التاون عن طريق فريق مارتن لويس برل في مختبر سلاك (SLAC) ما بين 1974 و1978. وأعلن هذا عن الجيل الثالث من اللبتونات، كاسرا التناظر الجديد ما بين الكواركات واللبتونات التي أدخلتها آلية جيم. ويتطلب لإستعادة هذا التناظر وجود كوارك خامس وسادس.
لم يدم انتظار الكوارك الخامس طويلا، إذ سرعان ماتم اكتشافه سنة 1977 بواسطة مايسمى فريق تجربة E288 بقيادة ليون ليدرمان في فيرميلاب. مما دفع للإتجاه بقوة عن وجود كوارك سادس لإكمال الزوج، الذي هو كوارك القمة أو القمي. وهذا الكوارك سيكون أثقل من القعري، مما يتطلب طاقة أعلى لخلق تصادم جسيمات، وقد كان من المتوقع أنه سيتم الكشف عن الكوارك السادس قريبا جدا، ولكن ذلك احتاج إلى 18 سنة حتى تم التأكيد بوجوده وكشف النقاب عنه.
خرجت نتائج الأبحاث الأولى عن كوارك القمة في كلا من سلاك وديسي (DESY) في هامبورغ خالية الوفاض. لكن عندما اكتشف مسرع دوراني تزامني المسمى Super Proton Synchrotron في سيرن بوزون W و Z في أوائل الثمانينات، بدأت الآمال تنتعش عن قرب ظهور القمي. وقد رفع هذا المسرع من درجة المنافسة عند مسرع تيفاترون (Tevatron) في مختبر فيرمي، ولكن لم يظهر أي مؤشر عن وجود ذلك الجسيم المفقود، وقد أعلن فريق سيرن بأن كتلة الكوارك القمي يجب أن لاتقل عن 41 GeV/c2. ومع ظهور السباق للكشف عن القمي بين سيرن وفيرميلاب، كان المعجل في سيرن قد وصل إلى حدوده القصوى دون الحصول على كوارك قمي واحد مما رفع الحدود الدنيا لكتلته إلى 77 GeV/c2.
أضحى مسرع تيفاترون هو الوحيد من بين مصادمات الهادرون القادر بما فيه الكفاية لإنتاج كوارك قمي. من أجل أن تكون قادرة على تأكيد أي اكتشاف مستقبلي، الكاشف الآخر هو (DØ detector) والذي أضيف إلى المجمع -بالإضافة إلى كاشف الهادرون (CDF) الموجود بها حاليا-. ثم بدأت أول إشارة للقمي بالظهور أمام الفريق في أكتوبر 1992، حيث ظهرت حالة تخلق وحيدة ويبدو أنها تحتوي على القمي. ثم بدأت الإشارات بالظهور في السنوات اللاحقة، وفي 22 أبريل 1994 نشر فريق CDF ورقة تظهر دلائل تجريبية لوجود كوارك قمة بكتلة تعادل 175 GeV/c2. خلال تلك الفترة لم يستطع كاشف DØ العثور على أدلة أكثر مما وجدها سنة 1992. بعد مرور سنة وبعد جمع المزيد من الأدلة وإعادة تحليل بيانات DØ (الذي كان يبحث عن قمي أصغر بكثير)، خرجت المجموعتين معا باكتشاف كوارك قمة مع تأكيد ب 99.9998% أن الكتلة تعادل 176±18 GeV/c2ا.
تبين في السنين التي قادت إلى اكتشاف كوارك قمي بأن القياسات المحددة والدقيقة لعامل الكهربائية الضعيفة في كتل البوزونات وأزواجها تكون ذات حساسية فائقة لقيمة كتلة الكوارك القمي. هذه التأثيرات ترتفع كلما ارتفعت قيمة كتلة القمي، وبذا يكون بالإمكان رؤية الكوارك القمي بطريقة غير مباشرة حتى لو لم ينتج بشكل مباشر في أي تجربة في ذلك الوقت. والتأثير الأكبر لكتلة الكوارك القمي كان على عامل تي المتغير (بالإنجليزية: T parameter)‏ وخلال سنة 1994 كانت دقة تلك القياسات غير المباشرة قد قادت إلى التنبؤ بأن كتلة الكوارك القمي تتروح ما بين 145 GeV/c2 و185 GeV/c2. فالتطور التقني مكن في نهاية الأمر من جعل الحسابات دقيقة بشكل قادت كل من مارتينوس فيلتمان وجيرارت هوفت بأن ينالا جائزة نوبل في الفيزياء سنة 1999.

## المميزات
- طاقة تيفاترون الحالية هي 1.96 TeV، أما الزوج القمي ونظيره فيتم إنتاجهما بمقطع عرضي يقدر ب 7 بيكوبارن pb.[19] أما المعيار النموذجي المتنبئ (للطلب التالي ب mt = 175 GeV/c2) هو حوالي 6.7–7.5 pb.
- يحمل البوزون w الناتج من تحلل الكوارك القمي استقطابا من الجسيم الأم، ومن هنا يطرح نفسه بأنه جسيم فريد للاستقطاب القمي.
- في النموذج العياري، فإن لفة الرقم الكمي المتنبأ بها لكوارك القمة هو 1⁄2 والشحنة الكهربية +2⁄3. فعند ظهور القياس الأول لشحنة كوارك القمة، الذي أكد بحوالي 90 ٪ من أن شحنة كوارك القمة تعادل +2⁄3.[20]

## إنتاجه
بما أن كوارك القمة له كتلة ضخمة، لذا فإنه بحاجة إلى طاقة عالية لاستخلاصه. فالطريقة الوحيدة للحصول على تلك الطاقة العالية هي عن طريق تصادم عالي الطاقة. يمكن الحصول عليها بالشكل الطبيعي كتصادم الأشعة الكونية مع الجسيمات الموجودة بالهواء في طبقات الجو العليا، ويمكن إنتاجها أيضا في المعجلات. فإلى سنة 2009 فإن معجل الجسيمات الوحيد القادر على توليد الطاقة الكافية لاستخلاص الكوارك القمي هو معمل تيفاترون في فيرميلاب، حيث يتم تصادم البروتون مع ضديده في مركز طاقة الكتلة 1.96 TeV.
هناك عدة عمليات قد تؤدي إلى إنتاج كوارك قمي. وأكثرهم شهرة هو مايسمى إنتاج زوج قمي-ضديده خلال التفاعلات القوية. فينتج الغلوون خلال تصادم عالي الطاقة ومن ثم يتحلل خلاله إلى قمي وضديده. تلك العملية هي مسؤولة عن معظم عمليات القمي في تيفاترون وقد كانت هي العملية التي تم ملاحظتها عندما تم اكتشاف كوارك القمة لأول مرة سنة 1995. ويمكن إنتاج زوج قمي-ضديد قمي خلال تحلل فوتون متوسط أو بوزون Z. بيد أن تلك العمليات تم التوقع بأنها نادرة جدا وهناك تجارب مطابقة بالشكل تقريبا لتيفاترون موجودة في مصادم الهدرونات الكبير.
تختلف تلك العملية اختلافا بينا عن إنتاج الكوارك القمي عن طريق التآثر الضعيف. ويمكن حدوث تلك بطريقين (وتسمى قنوات) إما خلال تحلل بوزون W المتوسط إلى قمي وكوارك ضديد القعري (وتسمى قناة-s) أو إلى كوارك قعري (قد ينتج كزوج خلال تحلل الغلوون) فيتحول إلى كوارك قمة عن طريق تبادل بوزون W مع كوارك قمة أو قعري (وتسمى قناة-t). وقد تمت ملاحظة تلك العملية لأول مرة عن طريق نشرة معمل DØ collaboration في ديسمبر 2006. وفي مارس 2009 نشرت تعاونيتا CDF و DØ ورقتين مزدوجتين مع الملاحظة النهائي لتلك العمليات. فالمغزى الرئيسي لقياس عمليات الإنتاج تلك هو أن وتيرتها تتناسب طرديا مع عنصرVtb|2| في مصفوفة CKM.

## التحلل
الطريقة الوحيدة المعروفة لتحلل كوارك القمة هي خلال التآثر الضعيف لينتج بوزون و وكوارك سفلي. وبسبب كتلته الهائلة، فإن عمر كوارك قمي يكون قصير جدا ويعيش لفترة تقدر ب 5×10−25 ث. ونتيجة لذلك فإن القمي لاتكون لديه الفرصة ليشكل هادرون قبل التحلل كما في باقي الكواركات، مما يعطي للفيزيائيين فرصة نادرة لدراسة هذا الكوارك المكشوف.
من الممكن وعلى وجه الخصوص تحديد نسبة التفرع لتحلل كوارك قمي إلى كوارك قعري. أفضل التحديدات الحالية لتلك النسبة هي 0.99+0.09
−0.08. حيث أن تلك النسبة تعادل Vtb|2| حسب النموذج العياري، وهذا يعطي وسيلة أخرى لتحديد |Vtb| عنصر CKM أو بتوليفة مع التصميم |Vtb| من إنتاج قمي مفرد بأن يقدم اختبارات للفرضية أن المصفوفة CKM وحدوية. ويسمح النموذج العياري بمزيد من الإضمحلالات الغريبة، ولكن فقط على مستوى دائرة واحدة، مما يعني أنها في غاية الضغط. يمكن للكوارك القمي بشكل خاص أن يتحلل إلى نموذج علوي للكوارك (علوي أو ساحر) عن طريق انبعاث فوتون أو بوزون ز. لم يظهر أي دليل ملموس على ظهور صيغ التحللات الغريبة عند البحث عنها حسب توقعات النموذج القياسي. حددت نسب التفرع لتلك التحللات بأقل من 6 في الألف للتحلل الفوتوني وأقل من 4 في المئة لتحلل بوزون-ز على مستوى الثقة.

## الكتلة واقترانها مع بوزون هيجز
يصف النموذج القياسي الكتل الفرميونية خلال آلية هيغز. فلدى بوزون هيغز اقتران يوكاوا إلى يسار ويمين الكوارك القمي. وعند حدوث انهيار كهروضعيف متماثل (عندما يكتسب الهيغز القيمة المتوقعة الفراغية (بالإنجليزية: vacuum expectation value)‏) فإن عناصر اليمين واليسار تختلط مع بعض، مكونة مصطلح الكتلة.
{\displaystyle {\mathcal {L}}=y_{\text{t}}hqu^{c}\rightarrow {\frac {y_{\text{t}}v}{\sqrt {2}}}(1+h^{0}/v)uu^{c}}
اقتران يوكاوا للكوارك القمي لديه قيمة من المعادلة:
{\displaystyle y_{\text{t}}={\sqrt {2}}m_{\text{t}}/v\simeq 1}
حيث  v = 246 GeV هو قيمة متوقعة فراغية لهيغز

### اقتران يوكاوا
بالنموذج القياسي، فإن جميع اقتران يوكاوا للكوارك واللبتون تكون صغيرة مقارنة إلى اقتران يوكاوا لكوارك القمة. فمشكلة فهم هذا التسلسل الهرمي في الكتل الفرميونية لن تنتهي في الفيزياء النظرية. اقتران يوكاوا ليس بالرقم الثابت وقيمته تتغير بتغير مقياس الطاقة (قياس المسافة) الذي يتم قياسه. وتتحدد آلية اقتران يوكاوا عن طريق مايسمى معادلة مجموعة إعادة تطبيع (بالإنجليزية: renormalization group equation)‏
إحدى المشاهد المنتشرة في فيزياء الجسيمات هو تحديد حجم اقتران يوكاوا لكوارك القمة يكون بواسطة مجموعة إعادة تطبيع، فيؤدي إلى مايسمى: "نقطة شبه تحت الحمراء ثابتة (بالإنجليزية: quasi-infrared fixed point)‏."
اقتران يوكاوا لكل من كوارك العلوي والسفلي والساحر والغريب والقعري هو افتراضي للحصول على قيم بسيطة على مقياس طاقة عالي جدا لإجمالي الاتحاد, 1015 GeV. فعند زيادة القيم في مقاييس الطاقة الدنيا، حيث تتولد كتل الكواركات بواسطة هيجز. فإن النمو الطفيف يكون خلال تصحيح اقتران ديناميكا لونية كمومية (QCD). ولايعتد بتصحيح اقتران يوكاوا عند كتل الكواركات البسيطة حيث تكون قيمة لا تكاد تذكر.
أما إذا -وعلى سبيل المثال- كانت قيمة كوارك اقتران يوكاوا كبيرة عند طاقة عالية جدا، فإن تصحيح يوكاوا لديها سيتطور ويلغي أمام تصحيحات QCD. وتلك تعرف بنقطة شبه تحت الحمراء ثابتة. ومهما كانت القيمة الابتدائية الأولية للاقتران، فإن كانت كبيرة بما فيه الكفاية أنها ستصل قيمة النقطة الثابتة. ومن ثم يمكن التنبؤ بكتلة الكوارك المتطابق.
اقتران يوكاوا للكوارك القمي يكون قريبا جدا من نقطة تحت الحمراء الثابتة للنموذج القياسي.
فمعادلة مجموعة إعادة تطبيع تكون كالتالي:
{\displaystyle \mu {\frac {\partial }{\partial \mu }}y_{\text{t}}\approx {\frac {y_{\text{t}}}{16\pi ^{2}}}\left({\frac {9}{2}}y_{\text{t}}^{2}-8g_{3}^{2}-{\frac {9}{4}}g_{2}^{2}-{\frac {17}{20}}g_{1}^{2}\right)}
حيث g3 هو اقتران مقياس اللون وg2 هو اقتران مقياس مغزل نظائري ضعيف. وتصف تلك المعادلة كيف يتغير اقتران يوكاوا مع مقياس الطاقة μ. فحلول تلك المعادلة لقيم أولية عالية yt تجعل الجانب الأيمن من المعادلة يصل لنقطة الصفر بسرعة، فيقفل y t إلى اقتران QCD وهو g3. تحدد قيمة النقطة الثابتة نوعا ما وعلى وجه التحديد في النموذج القياسي، يقود كتلة الكوارك القمي إلى قيمة 230 GeV. لكن إن كان هناك أكثر من صنو لهيجز، فإن قيمة الكتلة ستقل عن طريق تأثيرات هيجز لزاوية مختلطة بطريقة غير متوقعة.
في الحد الأدنى لامتداد النموذج القياسي للتناظر الفائق (بالإنجليزية: Minimal Supersymmetric Standard Model)‏ اختصارا (MSSM) يكون هناك عدد إثنين من صنو هيجز ومعادلة مجموعة إعادة تطبيع لاقتران يوكاوا للكوارك القمي سوف تتعدل قليلا بحث تكون:
{\displaystyle \mu {\frac {\partial }{\partial \mu }}y_{\text{t}}\approx {\frac {y_{\text{t}}}{16\pi ^{2}}}\left(6y_{\text{t}}^{2}+y_{\text{b}}^{2}-{\frac {16}{3}}g_{3}^{2}-3g_{2}^{2}-{\frac {13}{15}}g_{1}^{2}\right)}
حيث yb هو اقتران يوكاوا للكوارك القعري. وتلك تقود إلى قيمة النقطة الثابتة حيث كتلة القمي تكون أقل: 170–200 GeV. وهذا التوقع ليس مؤكدا لأنه بالإمكان تضخيم اقتران يوكاوا للكوارك القعري في امتداد النموذج القياسي للتناظر الفائق (MSSM). بعض أصحاب النظريات يعتقدون بأن تلك هي أدلة داعمة لMSSM.
شكلت نقطة شبه تحت الحمراء الثابتة الأساس لنظريات تكثيف الكوارك القمي لانهيار كهروضعيف متماثل حيث يكون هيجز بوزن هو المركب في مقياس المسافات القصيرة جدا، حيث يتألف من زوج من كوارك القمة وضديده.

## اقرأ أيضا
- R. Nave. "Quarks". هايبرفيزيكس. جامعة ولاية جورجيا, Department of Physics and Astronomy. مؤرشف من الأصل في 2019-06-08. اطلع عليه بتاريخ 2008-06-29.
- A. Pickering (1984). Constructing Quarks. دار نشر جامعة شيكاغو. ص. 114–125. ISBN:0226667995.

## وصلات خارجية
- اكتشاف كوارك القمة مجلة العلوم. مايو1998 / المجلد 14